# Ozarba implora
Ozarba implora är en fjärilsart som beskrevs av Dyar 1918. Ozarba implora ingår i släktet Ozarba och familjen nattflyn. Inga underarter finns listade i Catalogue of Life.